# 再世情緣
《再世情緣》是1992年中國電視公司八點檔古裝電視劇，改編自釋星雲（星雲大師）所著玉林通琇（玉琳國師）傳記小說《玉琳國師》（1954年初版），為玉林通琇真人真事改編，全33集。 勾峰擔任製作人兼導演，王軼猛擔任劇名題字，佛寺外景及大雄寶殿均取景於佛光山寺，臨時演員的出家眾由佛光山僧團入鏡。中視文化公司授權豪客唱片發行本劇VCD及DVD-Video版，豪客唱片另定英文劇名「Continued Fate of Love」。
本劇時代背景橫跨唐朝、清朝，描述男女主角輪迴兩世仍刻骨銘心、真摯動人的愛情故事。首播期間，每集播放片頭曲前，會播放星雲大師站立於佛光山大雄寶殿廣場宣講：「玉琳國師，是清朝初年帝王和全國民眾的老師；現在以電視劇演出，主要的目的，就是為了匡正社會人心、增加人間道德勇氣。」
本劇是佛光山首次全面開放。1992年10月17日，中國電視大廈一樓大廳舉辦本劇宣傳記者會，星雲大師帶領女主角況明潔與男主角楊慶煌誦經祈福。
本劇香港播映權由亞洲電視購得，1994年2月於本港台播出。2016年，中視經典台重播本劇。2017年，YouTube頻道「台灣經典戲劇」（今「中視經典戲劇」）發布本劇中視官方完整版，但第1集起刪除釋星雲宣講片段，從第15集片尾曲前起才有播放釋星雲宣講片段。
2023年2月6日，況明潔與楊慶煌於臉書發文悼念星雲大師圓寂，況明潔說「沒有師父，就沒有《再世情緣》」。2024年5月15日佛光山文化院記者會，《人間福報》總編輯郭書宏表示，他小時候正是本劇忠實觀眾，因本劇而對佛教產生興趣。
本劇部分配樂，取自日本作曲家橫山菁兒為日本動畫電影《三國志》創作的原聲帶。

## 演員表

### 清朝部分
| 演員   | 角色     | 角色介紹                   | 配音          | 備註        |
| 楊慶煌 | 玉琳     | 崇恩寺香燈師，柯天仁的轉世 | 孫德成        |             |
| 況明潔 | 珍格格   | 順親王府格格，白玉蓮的轉世 | 劉小芸        |             |
| 曹健   | 順親王   | 珍格格之父                 | 胡立成 佟紹宗 | 其他 2～6集 |
| 沈海蓉 | 福晉     | 珍格格之母                 | 崔幗夫        |             |
| 鐵孟秋 | 玉嵐     | 玉琳的師兄                 | 李香生        |             |
| 蔡燦得 | 喜春     | 珍格格的婢女               | 林芳雪 陳美貞 | 第1集 以後  |
| 陳繼宗 | 吳成     | 順親王府總管               | 石班瑜        |             |
| 翁家明 | 向國恩   | 督察使                     | 孫中台        |             |
| 王孫   | 天隱     | 崇恩寺方丈，玉琳的師父     | 陳明陽        |             |
| 王宇   | 糾察師   | 崇恩寺糾察師               | 孫中台        |             |
| 黃冠雄 | 知客師   | 崇恩寺知客師，玉琳的師兄   | 王彼得        |             |
| 鄧安寧 | 拜士堯   | 吳成的舅舅，江南布政使     | 王彼得        |             |
| 陳維欣 | 明光     | 崇恩寺和尚                 | 杜素真 姜瑰瑾 | 1～6集 以後 |
| 戴秉剛 | 廣化     | 普渡寺和尚                 | 李香生        |             |
| 凡偉   | 端木海   | 海龍寨大寨主               | 陳明陽        |             |
| 王圻生 | 江楓     | 海龍寨二寨主               | 石班瑜        |             |
| 初本科 | 韓魁     | 海龍寨三寨主               | 孫中台        |             |
| 林智洋 | 順治     |                            | 郭如舜        |             |
| 李黛玲 | 靜妃     |                            | 陳美貞        |             |
| 張冰玉 | 孝莊     |                            | 崔幗夫        |             |
| 韓甦   | 吳良輔   |                            | 陳明陽        |             |
| 丁仰國 | 王安     |                            | 孫中台        |             |
| 吳帆   | 滿貴     |                            | 石班瑜        |             |
| 金永祥 | 鰲拜     |                            | 李香生        |             |
| 何台   | 何洛會   |                            | 王彼得        |             |
| 李影   | 索尼     |                            | 孫中台        |             |
| 許文全 | 濟爾哈朗 |                            | 孫德成        |             |
| 李波   |          |                            | 石班瑜        |             |
| 王素琴 | 惠玉     |                            | 姜瑰瑾        |             |
| 吳明恩 | 寶珠     |                            | 崔幗夫        |             |
| 苗蔚蘭 | 春蘭     |                            | 姜瑰瑾        |             |
| 高欣欣 | 秋月     |                            | 劉小芸        |             |

### 唐朝部分
| 演員   | 角色   | 角色介紹                                 | 配音          | 備註           |
| 楊慶煌 | 柯天仁 | 為救雙胞胎弟弟天賜，被火燒成駝背並毀容。 | 孫德成        |                |
| 楊慶煌 | 柯天賜 | 柯天仁的雙胞胎弟弟                       | 孫德成        |                |
| 況明潔 | 白玉蓮 | 白有福之女                               | 劉小芸        |                |
| 屈中恆 | 李威   | 魚朝恩的義子                             | 郭如舜        |                |
| 勾峰   | 魚朝恩 | 權傾朝野的宦官                           | 孫德成        |                |
| 铁孟秋 | 明禪   | 普渡寺和尚                               | 孫中台        |                |
| 葛香亭 | 白有福 | 白玉蓮之父                               | 陳明陽        |                |
| 關毅   | 白夫人 | 白玉蓮之母                               | 崔幗夫        |                |
| 戈偉家 | 白玉貴 | 白玉蓮之兄                               | 石班瑜        |                |
| 林秀芳 | 沈春嬌 | 白玉貴妻子，沈寶亭之女                   | 陳美貞        |                |
| 林珊如 | 小娟   | 白玉蓮的丫鬟                             | 杜素真 陳美貞 | 出場第1集 以後 |
| 陳又新 | 沈寶亭 | 沈春嬌之父                               | 胡立成        |                |
| 許玉蘭 | 沈夫人 | 沈春嬌之母                               | 姜瑰瑾        |                |
| 江青霞 | 奶娘   | 白玉蓮的奶娘                             | 姜瑰瑾        |                |
| 于恆   | 元載   | 相國                                     | 李香生        |                |
| 王彼得 | 郭子儀 | 大將軍                                   | 王彼得        |                |
| 唐復雄 | 藍雕   | 被柯天仁感化，后為天仁師弟               | 王彼得        |                |
| 謝自生 | 藍虎   | 藍雕胞弟，被柯天仁感化，后為天仁師弟     | 李香生        |                |
|        | 元蓓蓓 | 元載的女兒                               | 崔幗夫        |                |
| 王利   | 柯母   | 柯天仁、柯天賜的母親                     | 姜瑰瑾        |                |

## 獎項
- 第28屆金鐘獎電視金鐘獎「戲劇節目獎連續劇類」入圍[4]

## 主題曲
|                              | 曲名               | 演唱 | 作詞   | 作曲   | 編曲   |
| 片頭曲（部分集數中兼片尾曲） | 我記得你眼裡的依戀 | 萬芳 | 姚若龍 | 剛澤斌 | 張乃仁 |
| 片尾曲                       | 猜心               | 萬芳 | 十一郎 | 張宇   | 虞志銘 |

## 工作人員
- 片頭題字：王軼猛（字幕未列名，但標題最右方有王軼猛落款）
- 原著：釋星雲（字幕標示「星雲大師」）
- 製作人：勾峰
- 導演：勾峰
- 外景副導演：胡秀蘭
- 編劇：蔡文傑
- 策畫：邦
- 編審：黃孝石
- 執行製作：應志偉、王彼得
- 戲劇指導：勾峰
- 武術指導：王圻生
- 技術指導：周文雄
- 製作助理：邴啟龍、郭銘松、林德華、林純興、謝信雄
- 燈光：吳家健、劉如城
- 外景燈光：沈源
- 攝影：吳智雄、林正義、王安寧
- 外景攝影：喬聚忠
- 外景攝影助理：呂文賢、翁獻利
- 視訊：吳明宗
- 音訊：呂理矴、陳康德
- 外景場記：劉慧娟
- 化妝：李領環
- 梳妝：楊秋子
- 服裝：趙僅
- 陳設：黃明樋、洪世忠
- 對白：孫德成
- 效果：富國錄音
- 音樂：傅立
- 剪接：趙雄成
- 美術指導：陳炳義
- 現場指導：劉方舟
- 助理導播：李花岡
- 導播：楊銘荃
- 製作：中國電視公司